# Ракотоаривони, Мазони
Мазони Ракотоаривони (фр. Mazoni Rakotoarivony, род. 20 июля 1992) — мадагаскарский шоссейный велогонщик.

## Карьера
Один из лучших велосипедистов своей страны. Мазони Ракотоаривони отметился рядом побед на этапах Туре Мадагаскара. Сначала он выиграл этап в 2014 году, а затем в 2015 году, когда временно надел майку лидера гонки. В 2016 году выиграл три этапа и занял второе место в генеральной классификации после француза Венсана Грачика. В 2017 году отметился победой на одном из этапов и третьим местом в генеральном зачёте, став лучшим мадагаскарским гонщиком.
В 2018 году сначала стал третьим на чемпионате Мадагаскара в индивидуальной гонке. А затем отметился победой на местной гонке Trophée des As.
В июле 2019 года на Играх островов Индийского океана завоевал бронзовую медаль в командной гонке. В декабре того же года стал победителем Тура Мадагаскара.

## Достижения
2014
8-й этап на Тур Мадагаскара
2015
2-й этап на Тур Мадагаскара
2016
Тур Мадагаскара
2-й в генеральной классификации
2-й, 3-й и 8-й этапы
2017
Тур Мадагаскара
3-й в генеральной классификации
2-й этап на Тур Мадагаскара
2018
2-й этап на Trophée des As
3-й на Чемпионат Мадагаскара — индивидуальная гонка
2019
Тур Мадагаскара
1-й в генеральной классификации
3-й этап
 Игры островов Индийского океана — командная гонка